# Ladager Dys
Der Ladager Dys ist eine megalithische Grabanlage der jungsteinzeitlichen Nordgruppe der Trichterbecherkultur im Kirchspiel Ferslev in der dänischen Kommune Frederikssund.

## Lage
Das Grab liegt südlich von Venslev auf einem Feld. In der näheren Umgebung gibt bzw. gab es zahlreiche weitere megalithische Grabanlagen.

## Forschungsgeschichte
In den Jahren 1873 und 1942 führten Mitarbeiter des Dänischen Nationalmuseums Dokumentationen der Fundstelle durch. Eine weitere Dokumentation erfolgte 1989 durch Mitarbeiter der Forst- und Naturbehörde.

## Beschreibung
Die Anlage besitzt eine rechteckige Hügelschüttung, über deren Orientierung und Maße leicht abweichende Angaben vorliegen. Der Bericht von 1873 nennt einen ostnordost-westsüdwestlich orientierten Hügel mit einer Länge von 22 m und einer Breite von 6,5 m. Der Bericht von 1942 nennt hingegen einen nordost-südwestlich orientierten Hügel mit einer Länge von 22 m und einer Breite von 7,5 m. Von der Umfassung waren 1873 noch 25 Steine vorhanden. 1942 konnten noch 24 ausgemacht werden: elf an der nordwestlichen und neun an der südöstlichen Langseite sowie jeweils zwei an den Schmalseiten.
Die Grabkammer ist als Urdolmen anzusprechen. Sie liegt 5 m vom ostnordöstlichen Ende des Hügels in dessen Mittelachse und ist ostnordost-westsüdwestlich orientiert. Sie hat eine Länge von 1,9 m, eine Breite von 1,2 m und eine Höhe von 1,3 m. Die Kammer besteht aus vier gleich hohen Wandsteinen, die mit den glatten Seiten nach innen zeigen. Der Deckstein fehlt.